# Тотожність Брамагупти
Тотожність Брамагупти —  алгебраїчна тотожність, що стверджує: добуток суми двох квадратів на іншу суму двох квадратів також буде сумою двох квадратів:
{\displaystyle {\begin{aligned}\left(a^{2}+b^{2}\right)\left(c^{2}+d^{2}\right)&{}=\left(ac-bd\right)^{2}+\left(ad+bc\right)^{2}\ \qquad \qquad (1)\\&{}=\left(ac+bd\right)^{2}+\left(ad-bc\right)^{2}.\qquad \qquad (2)\end{aligned}}}
Була відкрита індійським математиком Брамагуптою в 7 столітті.

### Зв’язок з комплексними числами
Використавши, що добуток модулів комплексних чисел дорівнює модулю добутку:
{\displaystyle |a+bi||c+di|=|(a+bi)(c+di)|\,}
піднісши обидві частини до квадрату
{\displaystyle |a+bi|^{2}|c+di|^{2}=|(ac-bd)+i(ad+bc)|^{2},\,}
та обчисливши, отримаємо:
{\displaystyle (a^{2}+b^{2})(c^{2}+d^{2})=(ac-bd)^{2}+(ad+bc)^{2}.\,}